# درب الجلعودية
درب الجلعودية أو طريق الجلعودية هو طريق صحراوي قديم في بادية العراق بمحافظة المثنى، يبدأ من بصية التي يمرّ بها المسافرون إما قادمين من الجليبة إلى أبي غار شتاءً وإما من تل اللحم إلى نبعة صيفاً، فيمضي الطريق من بصية إلى تكيد إلى جهمة إلى أنصاب، بالعراق، إلى طريق الحج المارّ بمنطقة لينة بالسعودية.

## التسمية
قال منديل بن محمد آل فهيد في كتابه (من آدابنا الشعبية في الجزيرة العربية) "في الأمثال العامية الدارجة قولهم: جيش توخذ تحت الجلاعيد مابها بركة.
حدَّثَنا عن قصة هذا المثل محيلانُ بن جلعود ففي الاتجاه إلى العراق طريق اسمه الجلعودية أول من اختطّه الجلاعيد وسبب ذلك أن الشيخ العصلب من الظفير وكان أهله على سيف البحر أو على شاطئ النهر أخذ إبل الجلاعيد وفي رجوعه إلى بلده دفن موارد الماء بين بلاده ونجد في شدة القيظ حتى لا يغيروا عليه من نجد وترك الإبل بدون حماية وإنما معها رعاتها فقط.
أما برجس بن جلعود فاحتال بأن جنّدَ غزواً يصحبه عدده من الإبل المحملات بالماء وجعل السقاة شركاء في الغنيمة فكانوا يسقون الجيش ثم يعودون بِقِرَبِهم مع مصلط بن جلعود فيملؤونها ماء ويعود إلى الغزو في مكان اتفقوا عليه فأغاروا على الظفير وغنموهم وعادوا وبعودتهم وجدوا الماء قد وصل إليهم فشربوا وأسقوا إبلهم وعادوا إلى نجد مع طريق اختطّوه عُرف فيما بعد بالجلعودية على اسمهم".